# چرکاسکی
چرکاسکی (به بلغاری: Cherkaski) یک منطقهٔ مسکونی در بلغارستان است که در ورشتس واقع شده‌است.